# Ойсаз
Ойса́з (каз. Ойсаз) — село у складі Каратальського району Жетисуської області Казахстану. Входить до складу Уштобинської міської адміністрації.
Населення — 270 осіб (2021; 311 у 2009, 266 у 1999, 256 у 1989).
До 2017 року село називалось Опитне.